# 34016 Chaitanya
34016 Chaitanya este o planetă minoră (asteroid), cu un diametru de 2,175 km, din centura de asteroizi. A fost descoperită pe 23 iulie 2000 la Experimental Test Site⁠(d) de Lincoln Near-Earth Asteroid Research. 
Obiectul prezintă o orbită caracterizată de o semiaxă mare de 2,2356496 UAi, o excentricitate de 0,16, o înclinație de 2,7839 ° în raport cu ecliptica.